# Andrés López Reilly
Andrés López Reilly (Montevideo, Uruguay, 23 de enero de 1973) es un periodista y escritor uruguayo.

## Biografía
Periodista y escritor uruguayo. Es músico y técnico en Comunicación Social, egresado de la Universidad del Trabajo del Uruguay (UTU). Comenzó a hacer sus primeras armas en el Periodismo a la edad de 15 años, colaborando para la sección Editoriales del diario El País.
Desde 1988 a la fecha ha realizado trabajos para distintos medios: El País, El Diario de la Noche, semanario Martes, servicio de noticias Prensa Hoy (noticiero digital para el Senado de la República), semanario Tiempos del Mundo, semanario Martes de la Costa y diario Últimas Noticias. También trabajó en el Servicio Informativo de radio El Espectador y para la cadena internacional de noticias Telesur, en la que trabajó durante siete años desde la corresponsalía en Uruguay. Actualmente es periodista en el diario El País de Uruguay.

## Obras
En 2001, 2002 y 2005 editó Galeones, Naufragios y Tesoros; los hallazgos de Rubén Collado en las costas uruguayas (Ediciones de la Plaza).
En 2003 realizó guiones para el ciclo televisivo Los Viajes del 12.
En 2005 editó El Patrimonio Sumergido; un tesoro oculto en la bahía de Montevideo (Ediciones de la Plaza).
En 2008 publica Páginas perdidas de la historia uruguaya (Ediciones de la Plaza).
En 2012 y 2013 publicó El Infierno de los Navegantes (Ediciones de la Plaza), trabajo que compila los anteriores libros del autor en materia de barcos hundidos y rescates de tesoros, en una edición actualizada, aportando nueva información, documentación de época, entrevistas y fotografías.
En 2014 publicó La Pelota del Maracanazo, en coautoría con el periodista Carlos Cipriani
En 2016 publicó el libro Gabriel Muto. El Sastre de los Presidentes, en coautoría con el escritor Diego Fischer.
En 2017 publicó Locos de Remate. Bavastro. 100 años de Historia, también en coautoría con el escritor Diego Fischer. El libro relata la historia de una de las casas de subastas más emblemáticas de Uruguay.
En noviembre de 2018 publicó El ladrón de mapas (Sudamericana-Penguin Random House), un libro que revela la intimidad de una organización integrada por ladrones de guante blanco que se dedicaba a apoderarse de documentos históricos en distintas bibliotecas y archivos del mundo, para traficarlos en el mercado negro internacional. La historia, protagonizada por un uruguayo, toma como punto de partida el robo a la Biblioteca Nacional de España en 2007 y tiene derivaciones en cuatro continentes.
En mayo de 2022 se publicó su noveno libro, Un buceo por la historia. Naufragios y tesoros en Punta del Este

## Otros datos
Desde 2007 es periodista del diario El País de Uruguay
A fines de 2013 fue distinguido con el premio Morosoli, de la Fundación Lolita Rubial, por su labor periodística.
Es fundador y guitarrista de la banda Living Blues.